# Stade Mayol
Le stade Mayol est un stade situé à Toulon, en plein centre-ville. Offert par le chanteur Félix Mayol au Rugby club toulonnais, il est maintenant la propriété de la ville de Toulon. Il accueille les matches du Rugby club toulonnais (et a accueilli par le passé ceux du Sporting Club de Toulon) ainsi que des matches du Festival Espoirs de Toulon (dont la finale).

## Historique
Mayol, situé en pleine ville dans le quartier du port de Toulon, est l’un des stades « mythiques » du rugby français. Antre du rugby et des « minots de la Rade », il tient son nom d'un chanteur du début du XXe siècle, Félix Mayol, qui offrit le terrain et les droits de ses chansons au Rugby club toulonnais afin de payer ses installations car, comme il l'explique dans ses Mémoires :

« À Toulon, où la jeunesse est particulièrement active et vigoureuse, nous n'avions pas le moindre terrain utilisable... Seul demeurait un vélodrome désaffecté, où nul n'allait jamais, qui ne servait plus à rien et qui me paraissait s'ennuyer autant que nos aspirants sportsmen... Alors, mon Dieu, c'était tout simple, j'ai acheté le vieux vélodrome ! J'y donnai moi-même le premier coup de pioche.... »

— Félix Mayol

« Le stade Mayol, c'est une légende. »

— Aubin Hueber, dans Var-Matin
Le stade fut inauguré le 28 mars 1920 par un cross, une rencontre de football entre la section ballon rond du RCT et le Stade raphaëlois (victoire de Saint-Raphaël, 4 à 0) et une rencontre de rugby entre le RCT et le TOEC (Toulouse) qui donnera lieu à un match nul 3 à 3.
Le Stade Mayol est atypique car situé en plein cœur de Toulon. Comme le souligne La Vie sportive : « Le stade offrait l’exemple unique en France de stade aussi rapproché du centre-ville ». Le stade Mayol occupe effectivement une position stratégique : près du quartier de Besagne, grand pourvoyeur de joueurs du RCT, à portée de drop du cours Lafayette et des cafés du port où les supporters se croisaient et discutaient d’abondance, et guère éloigné du boulevard de Strasbourg et de ses brasseries, sièges des sociétés sportives toulonnaises en ce temps-là.
En 1921, le stade faillit bien disparaître. En effet, un projet d’implantation d’un vélodrome fut présenté en conseil municipal et le premier adjoint M. Coulomb fit remarquer que le stade Mayol n’était pas une installation définitive car il occupait un emplacement en vertu d’une tolérance accordée par le Génie militaire sous la municipalité Micholet et qu’en plus il était revendiqué par la Chambre de commerce pour établir les voies ferrées qui devaient relier la gare PLM, la gare du Sud-France et le port de commerce. Ce projet, bien qu’adopté par le conseil municipal, ne fut jamais mené à bien et finalement, le « Grand Parc Omnisports » de la ville de Toulon se construira à Font-Pré dès 1936.
Ensuite, le stade Mayol a subi les affres de la guerre (53 trous de bombes). Il est reconstruit ou rénové en 1947, puis en 1965, en 1983 et dans les années 1990. Il a depuis 2013 une capacité de 15 400 places et a vu la grandeur et la gloire du Rugby club toulonnais, mais aussi ses déboires. Durant plusieurs saisons, le R.C.T. partagea le stade avec les footballeurs du Sporting Club de Toulon, alors en première division. D’ailleurs, le ballon rond est toujours d’actualité au stade Mayol puisque s’y déroule depuis 1975 le Festival Espoirs de Toulon.
En avril 1990, un centre commercial est érigé sur le site de Besagne juste derrière le stade et un parking de 3 000 places est installé en sous-sol du stade. D’une superficie de 50 000 m2, ce centre sera rejoint par un Palais des Congrès (le palais Neptune) et un hôtel pour les congressistes, le tout sur la place dite Besagne.
Toutes les grandes équipes sont venues dans l'enceinte du stade Mayol, et le stade a accueilli régulièrement des rencontres internationales lors de tournées d'équipes telles que la Nouvelle-Zélande (en 1986, 1990 et 1995), l’Afrique du Sud, l'Australie, le Canada, l'Italie, la Russie, les Barbarians etc.

## Tribunes
Les tribunes rendent hommage à des joueurs du Rugby club toulonnais tragiquement décédés :
- tribune Bonnus (surplombant l'ancienne voie ferrée, longeant l'avenue Roosevelt), en souvenir de Michel Bonnus, décédé en août 1959 à l'âge de 44 ans, des suites d'une attaque[4]. Capacité : environ 4 610 places. Tribune couverte. 26 loges de 10 personnes soit 260 places.
- tribune Lafontan (présidentielle), nommée ainsi en l'honneur de Jules Lafontan qui, devenu résistant lors de la Seconde Guerre mondiale, tomba sous les balles allemandes à la libération de Toulon en 1944. Capacité : environ 3 257 places. Tribune couverte. 38 loges de 8 à 16 personnes soit environ 48 places.
- tribune Delangre (face au Faron, dos à la Rade), en souvenir de Eugène Delangre qui s'éteignit en 1970. Capacité : environ 2 242 places.
- tribune Finale (au pied du Faron, face à la Rade), en hommage à Charles Finale, jeune pilier tragiquement décédé à la suite d'un match plus que houleux entre Toulon et Grenoble en Challenge Yves du Manoir le 26 octobre 1964[5]. Capacité : environ 3 351 places.
- tribunes Aileron Sud et Nord. De part et d'autre de la tribune Lafontan. Capacité : environ 1 766 places.
- tribune Quart de virage. Capacité : environ 795 places.
- tribune Quart de virage Bonnus : 1 060 places. 8 loges de 12 personnes soir 96 places.

## Galerie

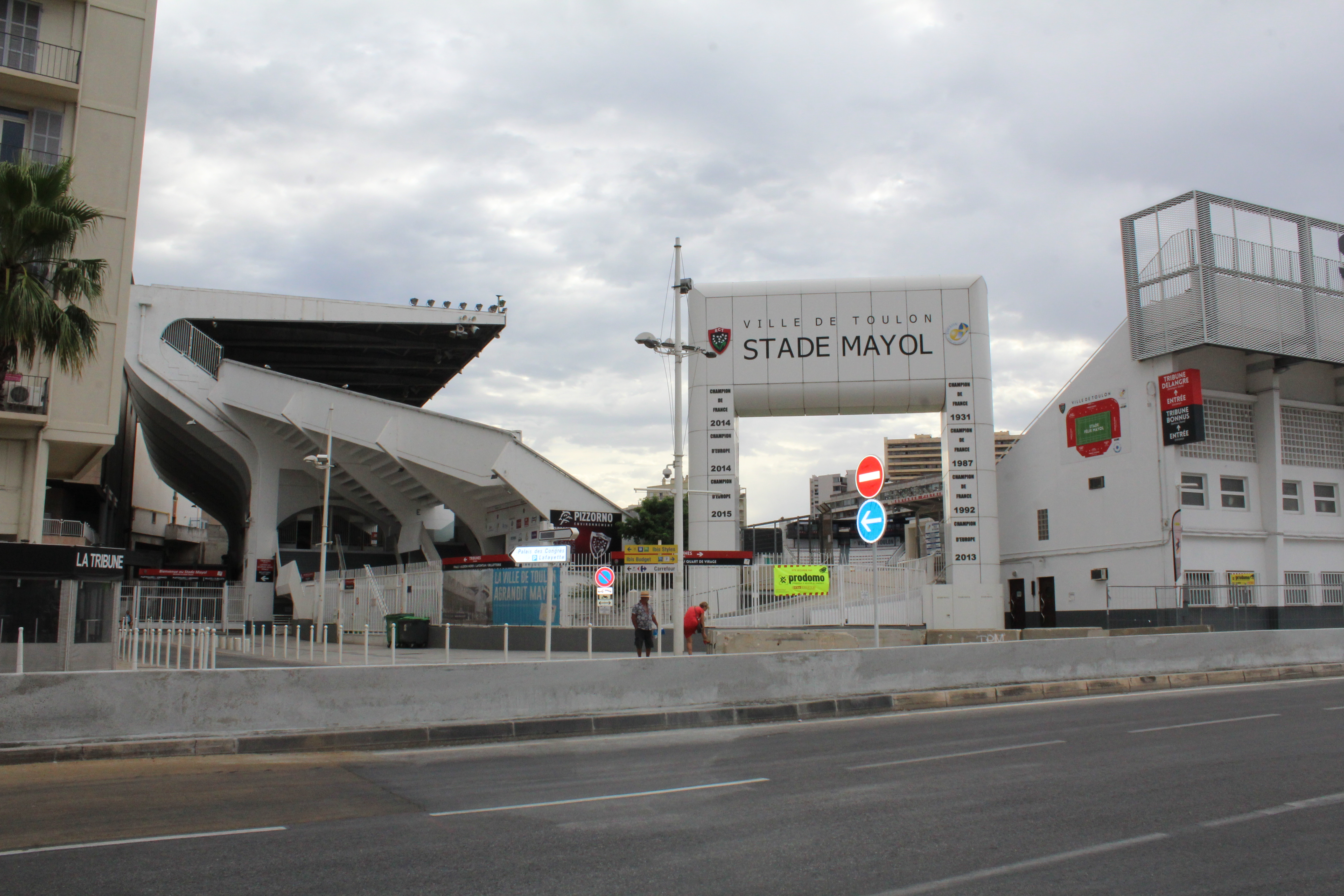
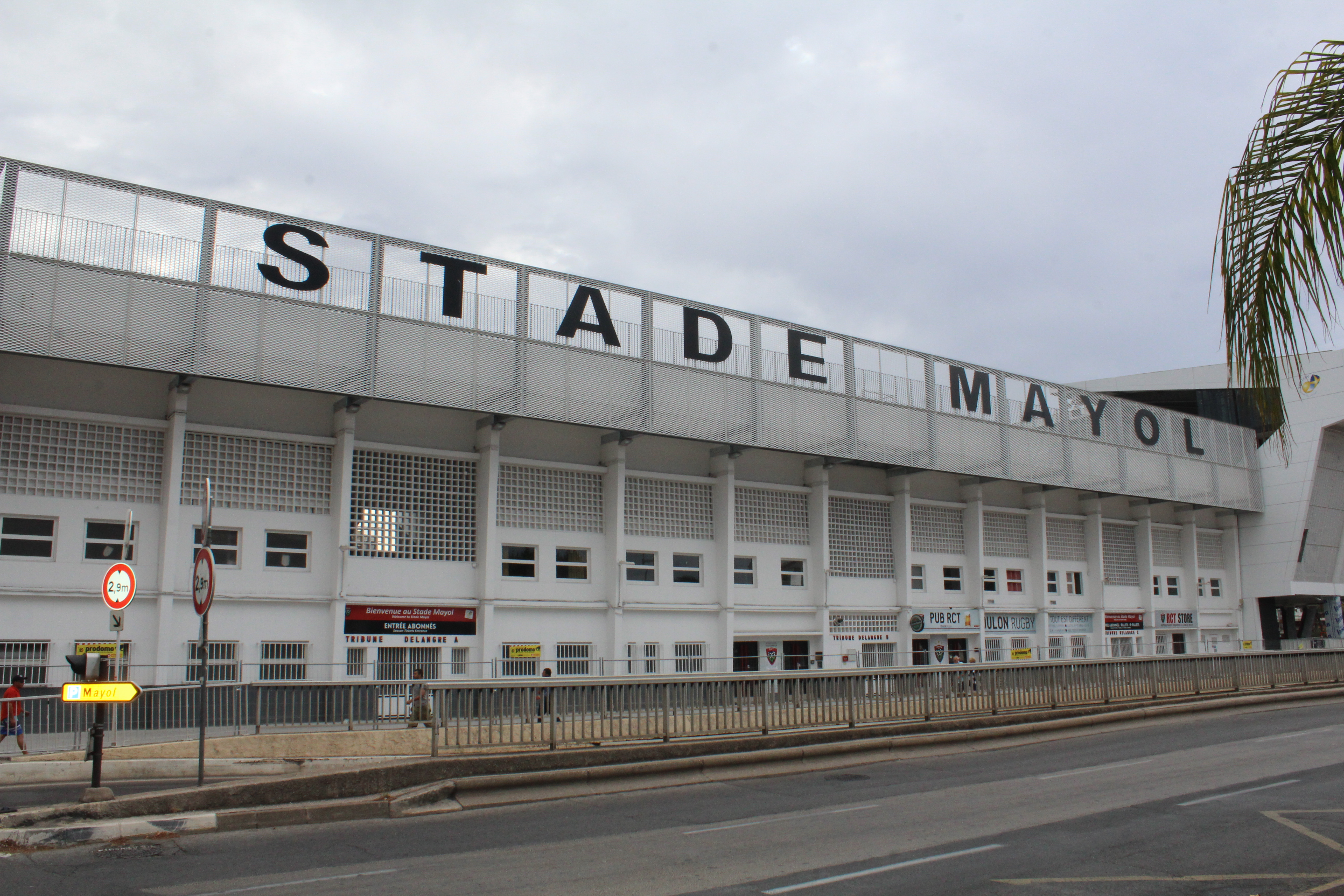
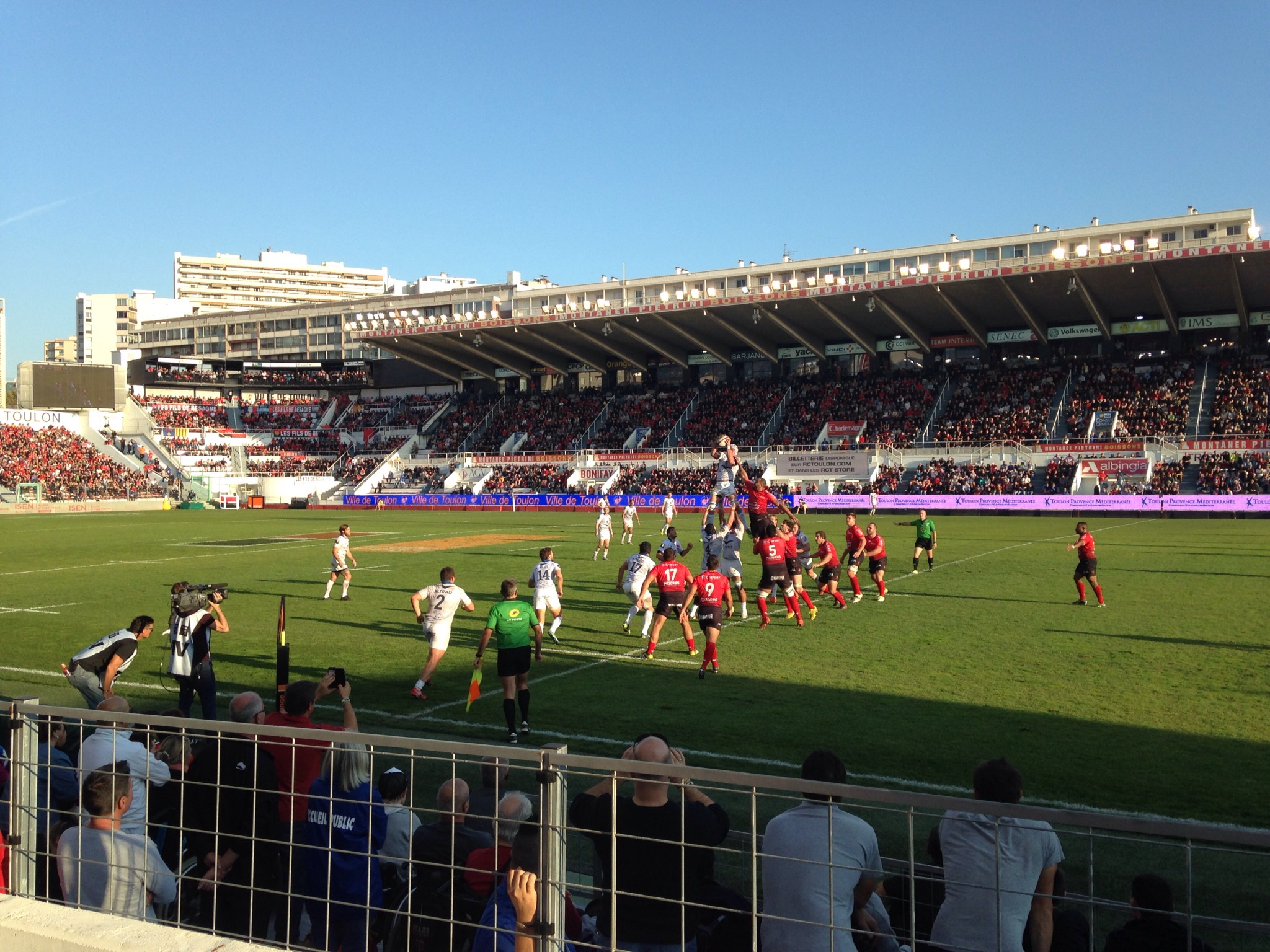
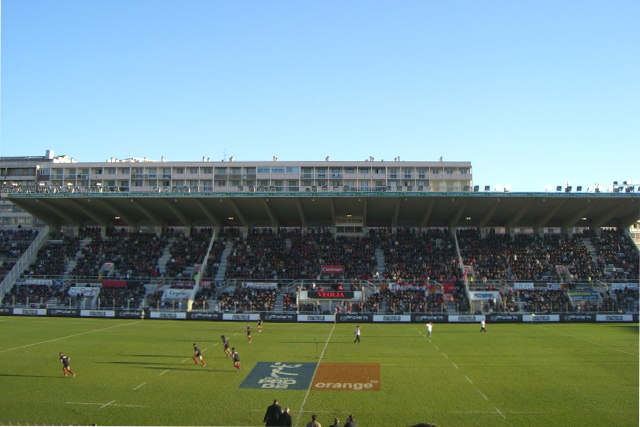
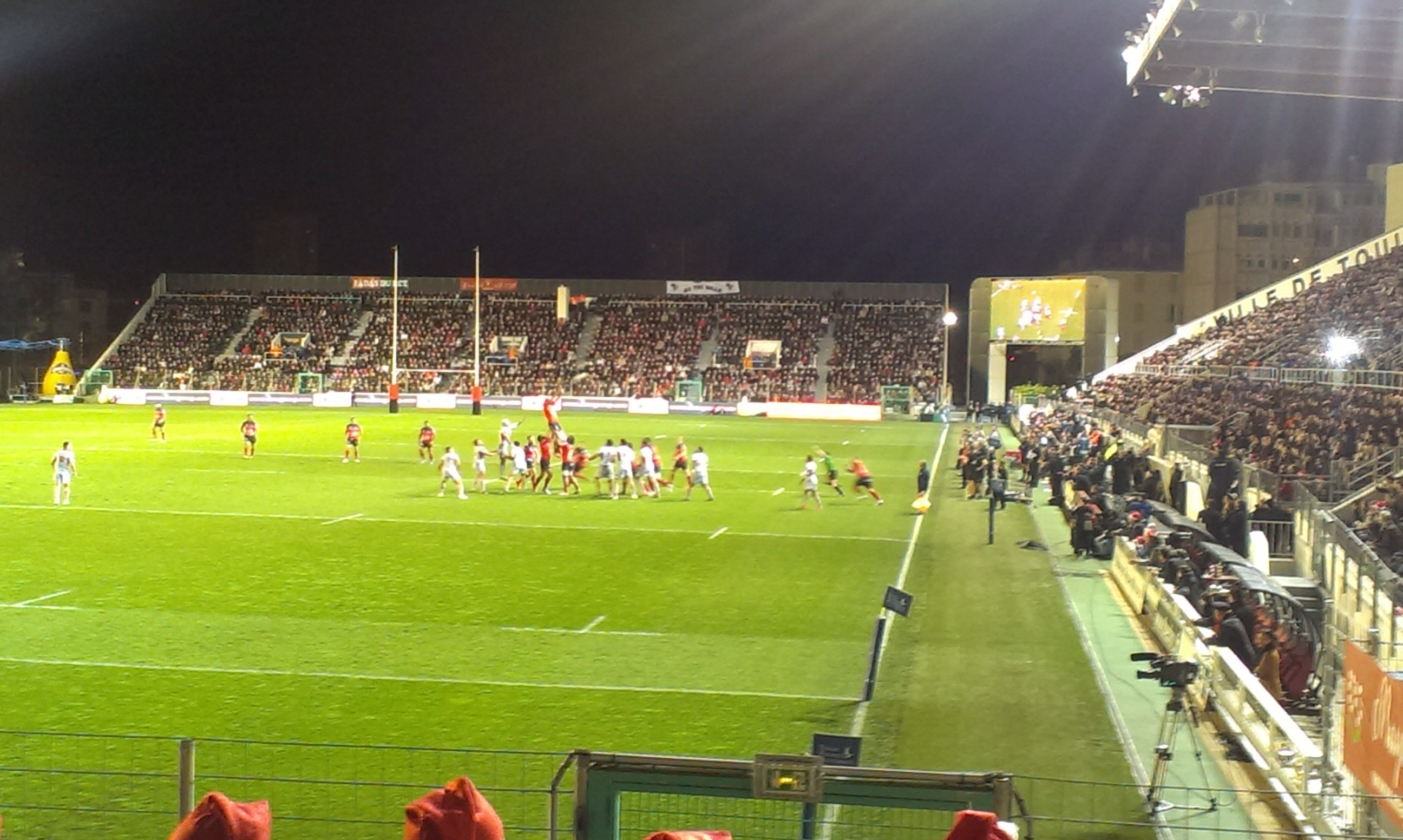

## Record d'affluence
18 131 spectateurs le samedi 28 avril 2018 lors de Toulon - Castres (25e journée de la saison 2017-2018), guichets fermés à deux jours de la rencontre.

## Quelques dates
- 26 juillet 1919 : le premier coup de pioche de la construction du Stade Mayol est donné en présence du DrBusquet (Président du Rugby club toulonnais) et des différentes autorités politiques et militaires.
- 28 mars 1920 : inauguration du stade en présence de M. Claude (maire de Toulon) et de Félix Mayol.
- 26 mai 1922 : le Stade toulousain qui vient d’être sacré Champion de France face à l'Aviron bayonnais vient disputer un match amical au stade Mayol. Plus de 20 000 spectateurs prennent place autour de la pelouse, le match éclipse totalement la venue du Président de la République, Alexandre Millerand, venu visiter l’Arsenal[réf. nécessaire].
- 29 mars 1930 : le Conseil municipal décide une subvention de 120 000 francs pour remplacer les tribunes populaires emportées par une tempête. Cette subvention fut versée en trois annuités et devait être remboursée par le club par un prélèvement de 15 % des recettes des seize grands matchs pendant cinq ans « au minimum » (délibération du Conseil municipal du 20 mai 1930).
- 26 avril 1935 : le stade se trouve écorné par la construction d’une voie ferrée reliant la gare et le port de commerce par décision du Conseil Municipal.
- 24 novembre 1943 : premier bombardement allié sur Toulon lors de la Seconde Guerre mondiale, la majeure partie du stade est touchée : 53 trous de bombe sont relevés sur le terrain.
- 26 septembre 1965 : le Rugby club toulonnais est obligé de céder le stade à la ville de Toulon. Il est alors rénové et inauguré avec un match face aux Gallois de Newbridge.
- 10 juillet 1977 : Johnny Hallyday donne un concert au stade Mayol.
- 26 juin 1980 : Bob Marley est en concert au stade Mayol devant 22 000 personnes.
- 7 novembre 1983 : inauguration du nouveau stade, totalement refait, pour un total de 55 millions de francs.
- 17 octobre 1990 : Une sélection Provence-Côte d'Azur  réussit l'exploit de battre les All Blacks (15-19) au Stade Mayol devant 15 000 personnes[8].
- 17 novembre 2000 : le XV de France vient s'entraîner au stade Mayol avant d'affronter la Nouvelle-Zélande à Marseille, près de 5 000 spectateurs assistèrent à cet entraînement.
- Intersaison 2005-2006 : la ville de Toulon investit 750 000 euros afin de remettre en état les tribunes et le réaménagement des vestiaires.
- 23 août 2006 : Hubert Falco (maire de Toulon) annonce que le stade sera rénové, portant ainsi sa capacité à 25 000 places[9]. Cette rénovation fera du Stade Mayol le plus grand stade de France exclusivement consacré au rugby de club.
- février 2009 : Hubert Falco (maire de Toulon) déclare qu'après maintes études, le chantier d'agrandissement et rénovation de Mayol est estimé à 73 millions d'euros, ce qui remet donc en question le projet actuel.
- septembre 2010 : changement de tous les sièges du stade (coques rouge et noir).
- printemps 2011 : le stade est doté d'une nouvelle sonorisation.
- août 2011 : le stade est doté de deux écrans géants (coût 1,2 M€) et de nouvelles places sont créées (notamment en tribune Delangre) permettant de retrouver une capacité totale de 14 700 places.
- avril 2013 : en raison de la participation du club au match de H-Cup (quart de finale à domicile), le stade se doit de remplir les normes imposées par la ligue européenne de rugby qui autorisent les matchs de H-Cup uniquement dans les stades ayant une capacité d’accueil de plus 15 000 places, le stade Mayol est donc réaménagé et sa capacité portée provisoirement à 15 020 places.
- juillet 2013 : à la fin de la saison et à la suite de la renommée croissante du club, la ville de Toulon décide d’agrandir encore le stade en aménageant les tribunes Final et Delangre, ce qui porte le stade Mayol à une capacité actuelle de 15 400[10].
- 6 février 2014 : lors de la séance de presse à Berg, le maire de Toulon et le président du RCT annoncent que d'ici 6 ans la capacité du Stade Mayol sera porté entre 20 000 et 22 000 places, pour un budget de 30 millions d'euros (la tribune Delangre sera détruite, agrandie et couverte, la tribune Finale sera reprofilée et couverte, le quart de virage entre Bonnus et Delangre sera comblé et un pesage sera installé en bas de la tribune Bonnus).
- Lors de la présentation de l'effectif 2014/2015 du RCT au palais Neptune le maire de Toulon Hubert Falco annonce que des travaux ont permis d'augmenter la capacité du stade de 100 places. Ce qui le porte à 15 500 places assises. Le pesage situé devant la tribune Bonnus sera construit à la fin de la saison 2014/2015 et permettra de gagner encore 500 places debout.
- Le 19 septembre 2016, le stade est homologué pour 16 128 places, au lieu de 15 214 : la tribune Bonnus offre un millier de places supplémentaires. Dans une seconde phase de travaux, un quart de virage Bonaparte est construit entre les tribunes Bonnus et Delangre[11], ce qui va porter la capacité à 18 000 places[12] et 37 loges (au lieu de 29) pour la saison 2017-2018[13].
- La capacité du stade est de 17 287 places dont certaines ne sont pas commercialisées car avec une visibilité réduite et certaines réservées au personnel du RCT ou le personnel des équipes TV par exemple. Ainsi seuls 17 033[14] billets sont commercialisés chaque journée de championnat. Tribunes : - Lafontan : 2 683 places - Aileron nord et sud : 1 728 places - Finale : 3 351 places - Quart de virage : 744 places - Bonnus : 4 610 places - Bonnus 1/4 virage : 1 063 places - Delangre : 2 313 places - Loges : environ 416 places pour 39 loges